# Lina Tiedtke
Lina Tiedtke (* 17. November 1983 in Köln) ist eine deutsche ehemalige Schauspielerin und Sängerin. 
Bekannt wurde sie in der ARD-Soap Verbotene Liebe, in der sie von 2001 bis 2003 mehr als 500 Folgen lang sowie bei zwei Gastauftritten 2006 die Franziska von Beyenbach verkörperte.
Vor ihrer Schauspielerkarriere war Tiedtke eine der Sängerinnen der deutschen Girlgroup Fishing for Compliments.